# Chiho
Chiho（ちほ、本名：大山 千穂（おおやま ちほ） 1983年7月12日 - ）は、日本のタレント、モデル、女優。堀越高等学校卒業。身長171cm。愛知県出身。血液型はA型。元砂岡事務所、ヴィズミックプロモーション所属。

## 人物
- 父親が日本人で母親がスペイン系南アフリカ人。姉は歌手、女優のANZA（大山アンザ）。
- 2006年、スポニチ（2月15日）の報道にて、俳優の山田孝之との間に生後4か月の子どもがいる事が発覚。しかし結婚はせずに山田が子どもの養育費・生活費を支払っている[1]。

## 主な出演作品

### テレビ番組
- ボニータ!ボニータ!! 〜名古屋ガールズコレクション〜（2007年 - 2010年）

### テレビドラマ
- 3年B組金八先生 第5シリーズ （1999年10月 - 2000年3月、TBS） - 加藤バーバラ 役

### 舞台
- ミュージカル 『美少女戦士セーラームーン・新伝説光臨』（1998年7月10日 - 8月20日、サンシャイン劇場 他） - 木野まこと / セーラージュピター 役